# St.-Ottilia-Kapelle (Čechůvky)

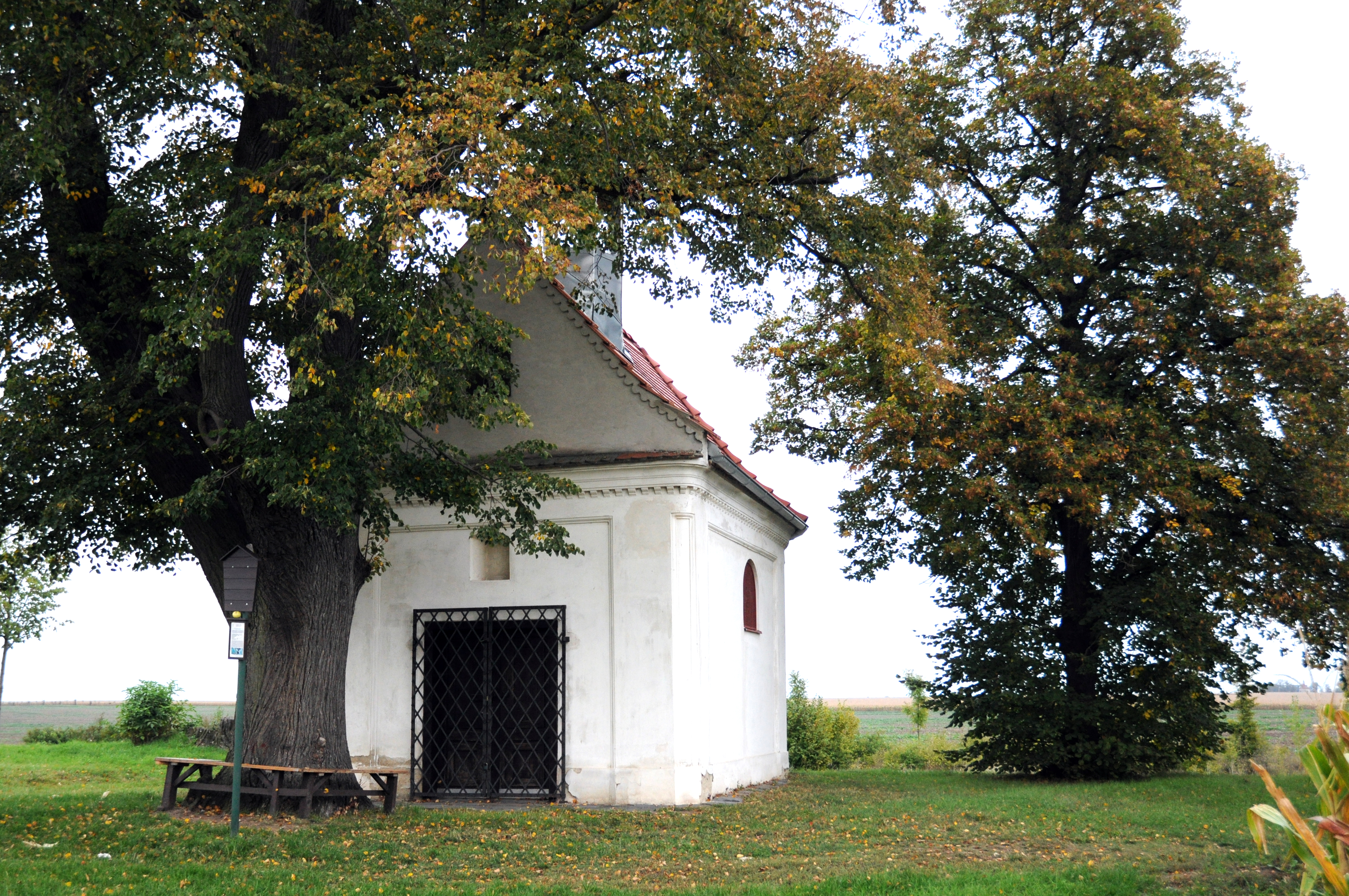
St.-Ottilia-Kapelle in Čechůvky

Die St.-Ottilia-Kapelle ist eine im Jahre 1722 erbaute klassizistische Kapelle in Čechůvky in Tschechien. Der Autor des Bauentwurfes ist unbekannt. Sie steht unter dem Denkmalschutz der Tschechischen Republik.
Sie wurde 1727 geweiht. Im Jahre 1885 wurde sie vollständig renoviert und das Interieur der Kapelle wurde neu gemalt. Danach wurde die Kapelle nochmals in den Jahren 2006 bis 2007 renoviert.